# Synagoge Schupbach

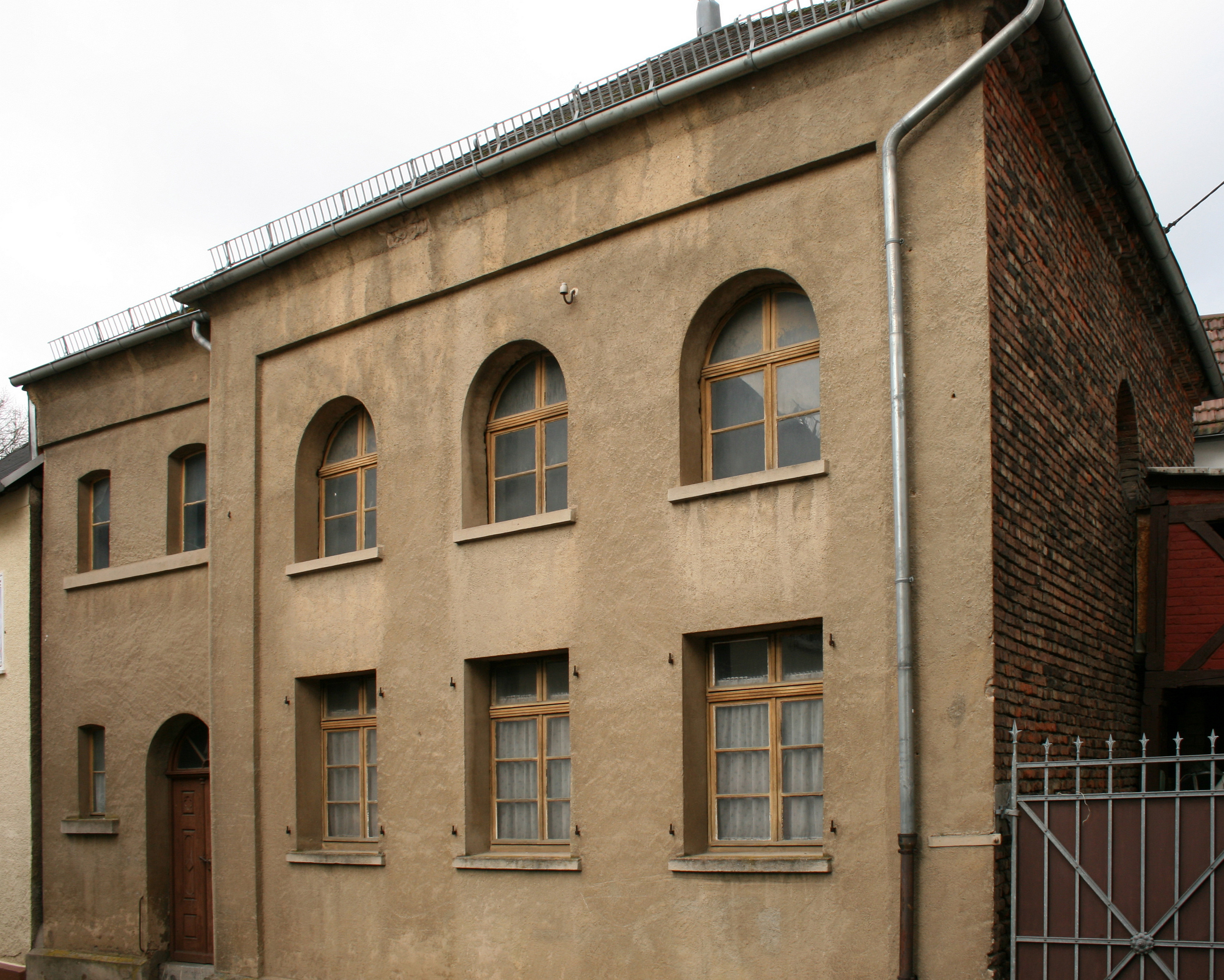
Ehemalige Synagoge

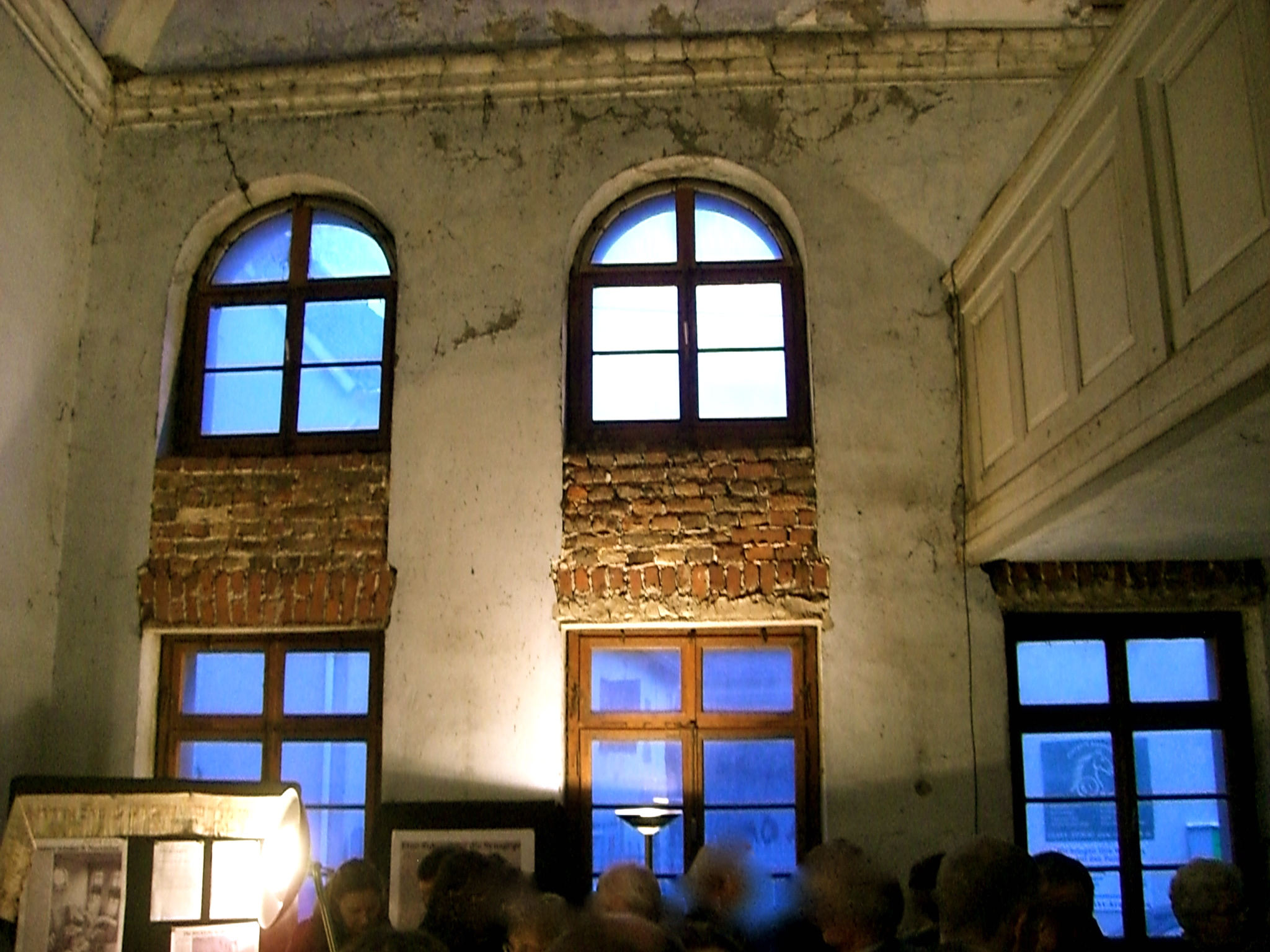
Innenraum der Synagoge

Die Synagoge in Schupbach, einem Ortsteil der Gemeinde Beselich im Landkreis Limburg-Weilburg in Hessen, wurde 1877 errichtet. Die ehemalige Synagoge an der Mittelstraße 36 ist ein geschütztes Baudenkmal.

## Geschichte
Im Jahr 1816 entstand eine erste Synagoge im Ort, die 1877 erweitert und renoviert wurde. Die jüdische Gemeinde mit ihren Filialorten Obertiefenbach, Heckholzhausen, Gaudernbach und Wirbelau besaß zu diesem Zeitpunkt rund 180 Mitglieder. Bis zu den Hohen Feiertagen im Herbst 1938 wurden in der Synagoge Gottesdienste abgehalten.
Die Synagoge wurde an nichtjüdische Eigentümer in der Nachbarschaft verkauft, weshalb sie beim Novemberpogrom 1938 nicht zerstört wurde. Sie wurde von den neuen Besitzern verändert und als Lagerraum genutzt.

## Architektur
Das Gebäude ist ein zweigeschossiger, zweiteiliger Massivbau aus Ziegelmauerwerk. Im größeren Teil befand sich im ersten Obergeschoss der Synagogensaal und im Erdgeschoss bis 1904 der Schulraum. Im seitlichen kleineren Teil waren der Eingang, das Treppenhaus, die Empore und das rituelle Bad (Mikwe).
Im Innenraum ist die Veränderung der ursprünglichen Fenster noch als unverputztes Mauerwerk erkennbar. Die Decke des Gebetsraumes ist noch im ursprünglichen Zustand erhalten. Auf blauem Untergrund sind goldene Sterne gemalt. Die Frauenempore sowie die Mikwe sind ebenfalls noch vorhanden.

## Förderverein Ehemalige Synagoge Schupbach e. V.
Im Februar 2010 wurde der Förderverein Ehemalige Synagoge Schupbach e. V. gegründet, der sich für den Erhalt der Synagoge einsetzt und den Erwerb des Gebäudes anstrebte. Am 9. Dezember 2011 beschloss die Gemeindevertretung der Gemeinde Beselich einstimmig, die ehemalige Synagoge zu erwerben. Damit wurde die Voraussetzung für die weitere Sanierung des Gebäudes geschaffen. Die ehemalige Synagoge soll in Zukunft als Stätte der Besinnung und der kulturellen Begegnung dienen.